# Alexander Nudelman
Alexander Emmanuilovich Nudelman (tiếng Nga: Александр Эммануилович Нудельман; 21 tháng 8 năm 1912, Odessa – 2 tháng 8 năm 1996, Moskva) là một nhà thiết kế vũ khí của Liên Xô. Ông đã chỉ đạo thiết kế rất nhiều hệ thống vũ khí, đặc biệt là các hệ thống pháo hàng không cũng như tên lửa không điều khiển và tên lửa chống tăng có điều khiển. Ông đã 2 lần được trao tặng Anh hùng lao động xã hội chủ nghĩa Liên Xô.

## Cuộc đời và sự nghiệp
Alexander Nudelman sinh ngày 21/8/1912 tại Odessa trong một gia đình người Do thái làm thợ mộc, Emmanuil Abramovich Nudelman (1877-1945), chủ một cửa hàng cơ khí tại địa phương và Ester Isaakovny Nudelman (née Steinman, 1879-1960). Sau khi tốt nghiệp trường cao đẳng kỹ thuật vào năm 1929, ông được nhận vào làm tại viện thiết kế Học viện công nghiệp Odessa, sau đó là tại viện thiết kế OKB-16 dưới sự lãnh đạo của Yakov Taubin. Nudelman trở thành người đứng đầu viện thiết kế vào năm 1942, và chuyên viên thiết kế tại KB Tochmash từ năm 1991. Năm 1962, ông bảo vệ thành công luận văn về việc nghiên cứu phát triển các loại pháo tự động thế hệ mới.
Nudelman là nhà nghiên cứu thân cận với Leonid Linnik, người đứng đầu phòng thí nghiệm laser lượng tử của Viện nghiên cứu nhãn khoa Filatov, nơi ứng dụng laser vào trong nhãn khoa đầu tiên tại Liên Xô. Nhờ sự hợp tác của hai người mà ca điều trị bằng laser y tế đầu tiên được Linnik tiến hành vào năm 1963.
Sau khi nghỉ hưu vào năm 1987, Nudelman tiếp tục làm việc trong vai trò cố vấn tại KB Tochmash.
Nudelman sống và làm việc tại Moscow, cho đến khi ông qua đời vào ngày 2/8/1996, và ông được chôn cất với đầy đủ nghi thức của quân đội tại nghĩa trang Kuntsevo.
Các loại vũ khí do Nudelman thiết kế bao gồm các loại pháo tự động NS-37, NS-23, N-37, NS-45, N-57, NS-76, NR-23, NR-30, các loại tên lửa không điều khiển S-5, S-8, S-25, tên lửa chống tăng dẫn đường vô tuyến 3M11 Falanga, tên lửa chống tăng 9K112 Kobra, tên lửa phòng không Strela-1, 9K35 Strela-10, hệ thống laser y tế OK-1 và OK-2 cùng nhiều thiết kế khác.